# Richiamo vaccinale
In medicina, un richiamo vaccinale è una somministrazione di un vaccino dopo una prima somministrazione. La dose aggiuntiva viene detta "di richiamo", "di rinforzo" o "extra", e, in occasione del vaccino anti COVID-19, è stata spesso citata giornalisticamente con l'anglicismo imprecisato booster.
Dopo l'immunizzazione iniziale, un'iniezione di una dose extra è una riesposizione all'antigene immunizzante e ha lo scopo di aumentare l'immunità contro quell'antigene di nuovo a livelli protettivi, dopo che la memoria contro quell'antigene è diminuita nel tempo. Ad esempio, le dosi di richiamo antitetaniche sono spesso raccomandate ogni 10 anni, poiché a quel punto le cellule di memoria specifiche contro il tetano perdono la loro funzione o vanno incontro ad un apoptosi.
La necessità di una dose di richiamo dopo una vaccinazione primaria viene valutata in diversi modi. Un modo è misurare il livello di anticorpi specifici contro una malattia, alcuni anni dopo la somministrazione della dose primaria. La risposta anamnestica, la rapida produzione di anticorpi dopo uno stimolo di un antigene, è un modo tipico per misurare la necessità di una dose di richiamo di un determinato vaccino. Se la risposta anamnestica è elevata dopo aver ricevuto un vaccino primario molti anni prima, molto probabilmente c'è poco o nessun bisogno di una dose di richiamo.
Se un paziente riceve una dose di richiamo ma ha già un alto livello di anticorpi, potrebbe svilupparsi una reazione nota come reazione di Arthus, una forma localizzata di ipersensibilità di terzo tipo indotta da degli alti livelli di anticorpi IgG che causano un'infiammazione. L'infiammazione è spesso auto-risolta nel corso di pochi giorni, ma potrebbe essere evitata del tutto aumentando il periodo di tempo tra il vaccino primario e la dose di richiamo.
Non è ancora del tutto chiaro perché alcuni vaccini come l'epatite A e B siano efficaci per la vita e alcuni come il tetano abbiano bisogno di richiami. La teoria prevalente è che se il sistema immunitario risponde rapidamente a un vaccino primario, il corpo non ha il tempo di sviluppare sufficientemente la memoria immunologica contro la malattia e le cellule della memoria non persisteranno in numero elevato per tutta la vita dell'essere umano. Dopo una risposta primaria del sistema immunitario contro una vaccinazione, i linfociti T helper della memoria e i linfociti B persistono a un livello abbastanza costante nei centri germinali, subendo la divisione cellulare a un ritmo lento o inesistente. Sebbene queste cellule siano longeve, in genere non subiscono la mitosi e, alla fine, il tasso di perdita di queste cellule sarà maggiore del tasso di guadagno. In questi casi, è necessaria una dose di richiamo per "potenziare" nuovamente il conteggio dei linfociti B e T della memoria immunologica.

## Applicazioni cliniche

### Richiamo della poliomielite
Nel caso del vaccino antipolio, i linfociti B e T della memoria immunologica prodotte in risposta al vaccino persistono solo sei mesi dopo la somministrazione del vaccino orale antipolio (OPV). Le dosi di richiamo dell'OPV si sono rivelate inefficaci, poiché anch'esse hanno provocato una diminuzione della risposta immunitaria ogni sei mesi dopo essere stati somministrati. Tuttavia, quando il vaccino antipolio inattivo (IPV) è stato utilizzato come dose extra, è stato riscontrato che aumenta la conta anticorpale dei soggetti del test del 39-75%. Spesso nei paesi in via di sviluppo, l'OPV viene utilizzato rispetto all'IPV, perché l'IPV è costoso e difficile da trasportare. Anche gli IPV nei paesi tropicali sono difficili da immagazzinare a causa del clima. Tuttavia, nei luoghi in cui la polio è ancora presente, la catamnesi di una dose primaria di OPV con un richiamo IPV può aiutare a sradicare la malattia. Negli Stati Uniti viene utilizzato solo l'IPV. In rari casi (circa 1 su 2,7 milioni), l'OPV è tornato a una forma rafforzata della malattia e ha causato la paralisi nei destinatari del vaccino. Per questo motivo, gli Stati Uniti somministrano solo l'IPV, che viene somministrato in quattro fasi (3 entro il primo anno e mezzo dalla nascita, quindi una dose di richiamo tra i 4 e i 6 anni).

### Richiamo dell'epatite B
La necessità di una dose di richiamo per l'epatite B è stata a lungo dibattuta. Studi nei primi anni 2000 che hanno misurato il conteggio delle cellule della memoria immunologica degli individui vaccinati hanno mostrato che gli adulti completamente vaccinati (quelli che hanno ricevuto tutti e tre i cicli di vaccinazione nella sequenza temporale suggerita durante l'infanzia) non richiedono una dose di richiamo più avanti nella vita. Sia il Centers for Disease Control and Prevention che il Canadian National Advisory Committee hanno sostenuto queste raccomandazioni sconsigliando pubblicamente la necessità di una dose di richiamo dell'epatite B. Tuttavia, si consiglia agli individui immunodepressi di cercare un ulteriore screening per valutare la loro risposta immunitaria all'epatite B e potenzialmente ricevere una dose di richiamo se la loro conta dei linfociti B e T contro l'epatite B diminuisce al di sotto di un certo livello.

### Richiamo del tetano
La malattia da tetano richiede una dose di richiamo ogni 10 anni, o in alcune circostanze subito dopo l'infezione da tetano. Td è il nome del richiamo per adulti e differisce dalla dose primaria in quanto non include l'immunizzazione contro la pertosse (tosse convulsa). Mentre negli Stati Uniti d'America si raccomanda un richiamo per il tetano ogni 10 anni, altri paesi, come il Regno Unito, suggeriscono solo due vaccini extra entro i primi 20 anni di vita, ma nessun richiamo dopo un terzo decennio.

### Richiamo della pertosse
La pertosse è una malattia contagiosa che colpisce le vie respiratorie. L'infezione è causata da un batterio che si attacca alle ciglia del tratto respiratorio superiore e può essere molto contagiosa. La pertosse può essere particolarmente pericolosa per i bambini, il cui sistema immunitario non è ancora completamente sviluppato, e può trasformarsi in polmonite o causare difficoltà respiratorie al bambino. DTaP è il vaccino primario somministrato contro la pertosse e i bambini in genere ricevono cinque dosi prima dei sette anni. Tdap è il richiamo per la pertosse e negli Stati Uniti si consiglia di somministrarlo ogni dieci anni e durante ogni gravidanza per le madri. Tdap può essere utilizzato anche come dose extra contro il tetano.
Dalla sua invenzione negli anni '50, il vaccino contro la pertosse era a cellule intere (conteneva l'intero batterio inattivato) e poteva causare febbre e reazioni locali nelle persone che avevano ricevuto il vaccino. Negli anni '90, le persone negli Stati Uniti hanno iniziato a utilizzare vaccini acellulari (contenenti piccole porzioni del batterio), che avevano effetti collaterali inferiori ma erano anche meno efficaci nell'innescare una risposta di memoria immunologica, poiché l'antigene presentato al sistema immunitario era meno completo. Questo vaccino meno efficace, ma più sicuro, ha portato allo sviluppo del booster Tdap.